# Барке, Шеннон
Шеннон Барке (англ. Shannon Bahrke; род. 7 ноября 1980, Рино, Невада) — американская фристайлистка (могул), двукратный призёр зимних Олимпийских игр и чемпионата мира, чемпионка Кубка мира по фристайлу 2002-03 сезона.

## Биография
Шеннон родилась в 1980 году в семье Дика и Триллы Барке. Её бабушка и дедушка по отцовской линии были выходцами из Норвегии. Шеннон росла в Калифорнии. Она начала кататься на лыжах в 3-летнем возрасте. Брат Шеннон Скотти также стал фристайлистом.
В январе 1999 года Шеннон дебютировала на Кубке мира по фристайлу. На зимних Олимпийских играх 2002 года в Солт-Лейк-Сити Барке завоевала серебряную медаль в могуле, уступив норвежке Кари Тро. Она победила на Кубке мира сезона 2002—2003 в могуле. На чемпионате мира по фристайлу 2003 года Барке заняла третье место в параллельном могуле, в 2007 году — второе.
На зимних Олимпийских играх 2010 года в Ванкувере Барке заняла третье место в могуле, уступив соотечественнице Ханне Кирни и канадке Дженнифер Хейл. После этого она завершила спортивную карьеру.
Барке также занимается предпринимательством. Барке и её жених Мэтт Хаппе основали в Солт-Лейк-Сити компанию по обжарке кофе Silver Bean Coffee. Компания также поддерживает сборную США по лыжам и благотворительные организации. Барке также выступала как мотивационный спикер.
Барке вышла замуж за Хаппе в 2010 году. В браке родилось двое детей.